# Альбрехт VI (ерцгерцог Австрії)
Альбрехт VI (нім. Albrecht VI.; 12 грудня 1418 — 2 грудня 1463, Відень) — ерцгерцог Австрійський з 2 грудня 1462 (претендент серпень 1458 — грудень 1462). Із династії Габсбургів, співправитель імператора Фрідріха III. Перший правитель Австрії, який офіційно мав титул ерцгерцога.

## Біографія
Альбрехт VI був молодшим сином Эрнста Залізного, герцога Внутрішньої Австрії, та Цимбурги Мазовецької, доньки Земовіта IV, князя Плоцького і Куявського з династії П'ястів та Романовичів (королів Русі).
Старший брат Альбрехта Фрідріх V став після смерті батька в 1424 р. правителем Штирії, Каринтії та Крайни, а в 1457 р. успадкував і герцогство Австрію. Альбрехт VI, однак, не отримав ніякої частини спадкових володінь. Це призвело до конфлікту з Фрідріхом V, який до того часу був імператором Священної Римської імперії (під іменем Фрідріха III). В 1446 р. Альбрехт VI добився свого визнання як опікуна малолітнього правителя Тіроля та Передньої Австрії герцога Сигізмунда Габсбурга.
У 1458 р., після смерті герцога Ладислава Постума, Альбрехт VI висунув претензії на деякі володіння, які були захоплені Фрідріхом ІІІ, і підняв повстання проти свого брата. Йому вдалось отримати перемогу і змусити Фрідріха погодитись на розділ габсбургських земель: Альбрехт отримав «Австрію вище річки Енс», територія якої отримала назва Верхня Австрія. Тим не менш конфлікти між братами не завершилась. В 1462 р. війська Альбрехта VI оточили Фрідріха III у Відні. В результаті до володінь Альбрехта була приєднана і Нижня Австрія. Однак в грудні Альбрехт VI пішов з життя. Дітей він не мав. Його володіння повернув собі Фрідріх III, який таким способом об'єднав всі, крім Тіроля, австрійські землі під владою одного монарха.
Альбрехт VI був першим австрійським монархом, який законними методам отримав титул ерцгерцога. Це стало можливим після утвердження імператором Фрідріхом III в 1453 р. «Privilegium Maius», що представляв особливі права та привілеї правителям Австрії і підняв статус Австрії вище більшості німецьких князівств.

## Шлюб та діти
- (1452) Матильда Віттельсбах (1419—1482), дочка Людвіга III, курфюрста Пфальца.

Дітей Альбрехт VI не мав.